# Pascal Philippe
Pascal Philippe est un footballeur français né le 25 février 1976 à Bergerac. Évoluant au poste de défenseur, il a été sacré champion de France avec les Girondins de Bordeaux en 1999.

## Palmarès
- Girondins de Bordeaux
  - Championnat de France :
    - Champion : 1999